# Convocazioni per il campionato sudamericano maschile under 20 di calcio 2025
Elenco dei giocatori convocati da ciascuna Nazionale partecipante al Campionato sudamericano di calcio Under-20 2025. Sono eleggibili i calciatori nati tra il 1º gennaio 2005 ed il 31 dicembre 2009.

## Gruppo A

### Venezuela
Allenatore:  Ricardo Valiño
La squadra finale è stata annunciata il 20 gennaio 2025.
| N. | Pos. | Giocatore          | Data di nascita/Età         | Squadra              |
| -- | ---- | ------------------ | --------------------------- | -------------------- |
| 1  | P    | Pedro Fulco        | 26 gennaio 2005 (19 anni)   | Academia P.C.        |
| 2  | D    | Víctor Fung        | 13 agosto 2007 (17 anni)    | Inter Miami          |
| 3  | D    | Alessandro Milani  | 14 giugno 2005 (19 anni)    | Lazio                |
| 4  | D    | Yiandro Raap       | 25 luglio 2006 (18 anni)    | PSV                  |
| 5  | C    | Daniele Quieto     | 22 ottobre 2005 (19 anni)   | Inter                |
| 6  | D    | Bianneider Tamayo  | 12 gennaio 2005 (20 anni)   | Universidad Católica |
| 7  | C    | Sebastián Castillo | 6 maggio 2005 (19 anni)     | Dep. La Guaira       |
| 8  | C    | Nicola Profeta     | 27 febbraio 2006 (18 anni)  | Santos               |
| 9  | A    | Loureins Martínez  | 16 aprile 2005 (19 anni)    | Carabobo             |
| 10 | C    | Kervin Andrade     | 13 aprile 2005 (19 anni)    | Fortaleza            |
| 11 | C    | Leandro Rodríguez  | 11 giugno 2005 (19 anni)    | Monagas              |
| 12 | P    | Samuel Aspajo      | 24 maggio 2005 (19 anni)    | Metropolitanos       |
| 13 | D    | Luis Balbo         | 28 marzo 2006 (18 anni)     | Fiorentina           |
| 14 | D    | Yulwuis Pérez      | 19 settembre 2005 (19 anni) | Monagas              |
| 15 | D    | Edicson Tamiche    | 28 maggio 2005 (19 anni)    | Deportivo Táchira    |
| 16 | C    | Giovanny Sequera   | 14 febbraio 2006 (18 anni)  | Philadelphia Union   |
| 17 | D    | Juan David Sánchez | 6 ottobre 2005 (19 anni)    | Deportivo Táchira    |
| 18 | A    | Alejandro Cichero  | 11 luglio 2006 (18 anni)    | Frosinone            |
| 19 | D    | Javier Suárez      | 4 maggio 2006 (18 anni)     | Cruz Azul            |
| 20 | C    | Leenhan Romero     | 1º novembre 2006 (18 anni)  | Universidad Católica |
| 21 | A    | Jesús Duarte       | 20 dicembre 2005 (19 anni)  | Deportivo Táchira    |
| 22 | C    | Miguel Vegas       | 22 maggio 2006 (18 anni)    | Caracas              |
| 23 | P    | Juan Vegas         | 11 febbraio 2005 (19 anni)  | Caracas              |

### Uruguay
Allenatore: Fabián Coito
La squadra finale è stata annunciata il 7 gennaio 2025.
| N. | Pos. | Giocatore                | Data di nascita/Età         | Squadra                |
| -- | ---- | ------------------------ | --------------------------- | ---------------------- |
| 1  | P    | Kevin Martínez           | 27 novembre 2005 (19 anni)  | Danubio                |
| 2  | D    | Nicolás Ramos Invernizzi | 1º aprile 2005 (19 anni)    | Nacional               |
| 3  | D    | Paolo Calione            | 22 maggio 2006 (18 anni)    | Nacional               |
| 4  | D    | Lucas Agazzi             | 2 maggio 2005 (19 anni)     | Defensor Sporting      |
| 5  | D    | Juan Rodríguez           | 30 maggio 2005 (19 anni)    | Peñarol                |
| 6  | D    | Patricio Pacífico        | 8 aprile 2006 (18 anni)     | Defensor Sporting      |
| 7  | A    | Joaquín Lavega           | 3 febbraio 2005 (19 anni)   | Fluminense             |
| 8  | C    | Thiago Helguera          | 26 marzo 2006 (18 anni)     | Braga                  |
| 9  | A    | Renzo Machado            | 21 settembre 2005 (19 anni) | Liverpool (M)          |
| 10 | A    | Gonzalo Petit            | 21 settembre 2006 (18 anni) | Nacional               |
| 11 | C    | Agustín Albarracín       | 29 agosto 2005 (19 anni)    | Boston River           |
| 12 | P    | Federico Bonilla         | 8 dicembre 2005 (19 anni)   | Nacional               |
| 13 | D    | Facundo González         | 10 aprile 2005 (19 anni)    | Nacional               |
| 14 | C    | Mateo Peralta            | 8 aprile 2006 (18 anni)     | Danubio                |
| 15 | D    | Alfonso Montero          | 23 febbraio 2007 (17 anni)  | Juventus               |
| 16 | C    | Erico Cuello             | 25 maggio 2005 (19 anni)    | Defensor Sporting      |
| 17 | C    | Mauro Zalazar            | 13 aprile 2005 (19 anni)    | Schalke 04             |
| 18 | C    | Germán Barbas            | 17 settembre 2007 (17 anni) | Peñarol                |
| 19 | A    | Esteban Crucci           | 5 luglio 2006 (18 anni)     | Montevideo Wanderers   |
| 20 | C    | Lucas Pino               | 30 ottobre 2005 (19 anni)   | Montevideo City Torque |
| 21 | C    | Alejandro Severo         | 27 agosto 2005 (19 anni)    | Racing Montevideo      |
| 22 | C    | Bruno Calcagno           | 2 aprile 2005 (19 anni)     | Palencia               |
| 23 | P    | Víctor Felipe Ortiz      | 6 novembre 2007 (17 anni)   | Dep. Maldonado         |

### Paraguay
Allenatore:  Aldo Duscher
La squadra finale è stata annunciata l'8 gennaio 2025. Ezequiel González è stato rimpiazzato da David Fernández a causa di un infortunio il 14 gennaio 2025.
| N. | Pos. | Giocatore                    | Data di nascita/Età         | Squadra         |
| -- | ---- | ---------------------------- | --------------------------- | --------------- |
| 1  | P    | Facundo Insfrán              | 4 maggio 2006 (18 anni)     | Olimpia         |
| 2  | D    | Matías Argüello              | 1º febbraio 2005 (19 anni)  | Olimpia         |
| 3  | D    | Axel Balbuena                | 10 marzo 2006 (18 anni)     | Lanús           |
| 4  | D    | Diego León                   | 3 aprile 2007 (17 anni)     | Cerro Porteño   |
| 5  | D    | Lucas Quintana               | 2 gennaio 2005 (20 anni)    | Cerro Porteño   |
| 6  | C    | Ángel Aguayo                 | 30 maggio 2006 (18 anni)    | Sol de América  |
| 7  | A    | Gabriel Aguayo               | 10 febbraio 2005 (19 anni)  | Cerro Porteño   |
| 8  | C    | Santiago Puzzo               | 30 giugno 2006 (18 anni)    | Talleres (C)    |
| 9  | A    | Tiago Caballero              | 27 maggio 2005 (19 anni)    | Nacional        |
| 10 | C    | Luca Kmet                    | 20 luglio 2005 (19 anni)    | Lanús           |
| 11 | A    | César Miño                   | 31 maggio 2007 (17 anni)    | Guarani         |
| 12 | P    | Víctor Rojas                 | 1º febbraio 2005 (19 anni)  | Libertad        |
| 13 | D    | Diego Ramón Ramos Aquino     | 9 ottobre 2005 (19 anni)    | Guarani         |
| 14 | D    | Tobías Morinigo              | 22 settembre 2005 (19 anni) | Olimpia         |
| 15 | D    | Gadiel Paoli                 | 1º ottobre 2005 (19 anni)   | Boca Juniors    |
| 16 | C    | Lucas De Jesús Gómez Peralta | 23 aprile 2005 (19 anni)    | Guarani         |
| 17 | A    | Alexis Fretes                | 25 settembre 2005 (19 anni) | Libertad        |
| 18 | C    | Lucas Guiñazú                | 25 agosto 2006 (18 anni)    | Libertad        |
| 19 | A    | David Fernández              | 5 gennaio 2006 (19 anni)    | Sol de América  |
| 20 | D    | Maximiliano Duarte           | 2 settembre 2006 (18 anni)  | Independiente   |
| 21 | C    | Octavio Alfonso              | 19 dicembre 2005 (19 anni)  | Guarani         |
| 22 | P    | Leonardo Sosa                | 18 aprile 2007 (17 anni)    | Rosario Central |
| 23 | A    | Anderson Leguizamón          | 17 febbraio 2006 (18 anni)  | Guarani         |

### Cile
Allenatore: Nicolás Córdova
La squadra finale è stata annunciata il 19 gennaio 2025.
| N. | Pos. | Giocatore               | Data di nascita/Età        | Squadra              |
| -- | ---- | ----------------------- | -------------------------- | -------------------- |
| 1  | P    | Martín Contreras        | 19 maggio 2005 (19 anni)   | Universidad Católica |
| 2  | D    | Ian Garguez             | 3 febbraio 2005 (19 anni)  | Palestino            |
| 3  | D    | Iván Román              | 12 luglio 2006 (18 anni)   | Palestino            |
| 4  | D    | Yahir Salazar           | 19 gennaio 2005 (20 anni)  | Universidad de Chile |
| 5  | D    | Nicolás Ignacio Suarez  | 31 luglio 2005 (19 anni)   | Colo-Colo            |
| 6  | C    | Gabriel Pinto           | 25 febbraio 2005 (19 anni) | O'Higgins            |
| 7  | A    | Favian Loyola           | 18 maggio 2005 (19 anni)   | Orlando City         |
| 8  | C    | Joaquín Silva           | 6 marzo 2005 (19 anni)     | Santiago Wanderers   |
| 9  | A    | Damián Pizarro          | 28 marzo 2005 (19 anni)    | Udinese              |
| 10 | C    | Agustín Arce            | 24 gennaio 2005 (19 anni)  | Universidad de Chile |
| 11 | A    | Willy Chatiliez         | 26 marzo 2005 (19 anni)    | Huesca               |
| 12 | P    | Ignacio Sáez            | 4 settembre 2005 (19 anni) | Universidad de Chile |
| 13 | D    | Matías Ignacio Pérez    | 13 aprile 2005 (19 anni)   | Curicó Unido         |
| 14 | A    | Ignacio Antonio Vásquez | 22 maggio 2006 (18 anni)   | Universidad de Chile |
| 15 | C    | Javier Cárcamo          | 1º febbraio 2005 (19 anni) | Huachipato           |
| 16 | C    | Fernando Sanguinetti    | 25 gennaio 2005 (19 anni)  | Universidad de Chile |
| 17 | A    | Emiliano Ramos          | 8 marzo 2005 (19 anni)     | CD Everton           |
| 18 | A    | Juan Francisco Rossel   | 17 marzo 2005 (19 anni)    | Universidad Católica |
| 19 | D    | Patricio Romero         | 25 maggio 2005 (19 anni)   | Cobreloa             |
| 20 | D    | Felipe Faúndez          | 27 marzo 2006 (18 anni)    | O'Higgins            |
| 21 | A    | Benjamín Aravena        | 4 gennaio 2005 (20 anni)   | Universidad de Chile |
| 22 | C    | Leandro Hernández       | 12 giugno 2005 (19 anni)   | Colo-Colo            |
| 23 | P    | Gabriel Maureira        | 7 febbraio 2007 (17 anni)  | Colo-Colo            |

### Perù
Allenatore: José Del Solar
La squadra finale è stata annunciata il 19 gennaio 2025.
| N. | Pos. | Giocatore                     | Data di nascita/Età         | Squadra              |
| -- | ---- | ----------------------------- | --------------------------- | -------------------- |
| 1  | P    | William Falcón                | 27 aprile 2005 (19 anni)    | U. César Vallejo     |
| 2  | D    | Anderson Villacorta           | 25 luglio 2005 (19 anni)    | Mineros de Zacatecas |
| 3  | D    | Axel Cabellos                 | 18 novembre 2006 (18 anni)  | Racing Club          |
| 4  | D    | Brian Arias                   | 2 settembre 2006 (18 anni)  | Alianza Lima         |
| 5  | D    | Alejandro Pósito              | 5 settembre 2005 (19 anni)  | Sporting Cristal     |
| 6  | C    | Ian Wisdom                    | 14 settembre 2005 (19 anni) | Sporting Cristal     |
| 7  | A    | Juan Pablo Goicochea          | 12 gennaio 2005 (20 anni)   | Platense             |
| 8  | C    | Álvaro Rojas                  | 12 marzo 2005 (19 anni)     | Universitario        |
| 9  | A    | Víctor Ibrahin Guzmán Mendoza | 25 marzo 2006 (18 anni)     | Alianza Lima         |
| 10 | C    | Sebastián Sánchez             | 7 dicembre 2005 (19 anni)   | Sporting Cristal     |
| 11 | A    | Maxloren Castro               | 8 dicembre 2007 (17 anni)   | Sporting Cristal     |
| 12 | P    | Jhefferson Rodríguez          | 13 marzo 2006 (18 anni)     | Universitario        |
| 13 | C    | Homali Ruiz                   | 12 marzo 2006 (18 anni)     | Univ. San Martín     |
| 14 | D    | Julinho Astudillo             | 1º luglio 2005 (19 anni)    | Universitario        |
| 15 | D    | Nicolás Amasifuén             | 5 luglio 2005 (19 anni)     | Alianza Lima         |
| 16 | C    | Esteban Cruz                  | 12 febbraio 2006 (18 anni)  | Universitario        |
| 17 | D    | Jussepi García                | 6 luglio 2007 (17 anni)     | Alianza Lima         |
| 18 | D    | Fabrizio Lora                 | 30 agosto 2005 (19 anni)    | Sporting Cristal     |
| 19 | A    | Rodrigo Dioses                | 20 febbraio 2005 (19 anni)  | Universitario        |
| 20 | A    | Bassco Soyer                  | 17 ottobre 2006 (18 anni)   | Alianza Lima         |
| 21 | P    | Paolo Doneda                  | 18 maggio 2007 (17 anni)    | Milan                |
| 22 | C    | Sebastián Cornejo             | 8 maggio 2006 (18 anni)     | Univ. San Martín     |
| 23 | D    | Mateo Arakaki                 | 1º luglio 2008 (16 anni)    | Alianza Lima         |

## Gruppo B

### Brasile
Allenatore: Ramon Menezes
La squadra finale è stata annunciata il 20 dicembre 2024. Il 7 gennaio 2025 Otávio Costa, JP Chermont e Pedro Lima non essendo stati liberati dai club, sono stati rimpiazzati da Henrique Menke, Igor Serrote e Igor Felisberto. Gabriel Carvalho è stato rimpiazzato da Arthur Dias a causa di un infortunio il 13 gennaio 2025. Igor Felisberto è stato rimpiazzato da Paulinho a causa di un infortunio il 15 gennaio 2025.
| N. | Pos. | Giocatore         | Data di nascita/Età         | Squadra               |
| -- | ---- | ----------------- | --------------------------- | --------------------- |
| 1  | P    | Robert            | 3 febbraio 2005 (19 anni)   | Atlético Mineiro      |
| 2  | D    | Paulinho          | 23 maggio 2005 (19 anni)    | Vasco da Gama         |
| 3  | D    | Jair Cunha        | 7 marzo 2005 (19 anni)      | Santos                |
| 4  | D    | Filipe Bordon     | 24 giugno 2005 (19 anni)    | Lazio                 |
| 5  | C    | Gabriel Moscardo  | 28 settembre 2005 (19 anni) | Stade Reims           |
| 6  | D    | Leandrinho        | 17 marzo 2005 (19 anni)     | Vasco da Gama         |
| 7  | A    | Rayan             | 3 agosto 2006 (18 anni)     | Vasco da Gama         |
| 8  | C    | Breno Bidon       | 20 febbraio 2005 (19 anni)  | Corinthians           |
| 9  | A    | Deivid Washington | 5 giugno 2005 (19 anni)     | Chelsea               |
| 10 | A    | Pedro             | 5 febbraio 2006 (18 anni)   | Zenit San Pietroburgo |
| 11 | A    | Nathan Fernandes  | 16 febbraio 2005 (19 anni)  | Grêmio                |
| 12 | P    | Felipe Longo      | 5 marzo 2005 (19 anni)      | Corinthians           |
| 13 | D    | Igor Serrote      | 1º marzo 2005 (19 anni)     | Grêmio                |
| 14 | D    | Iago Teodoro      | 18 aprile 2005 (19 anni)    | Flamengo              |
| 15 | D    | Anthony           | 12 luglio 2005 (19 anni)    | Goiás                 |
| 16 | D    | Zé Guilherme      | 16 marzo 2005 (19 anni)     | Grêmio                |
| 17 | A    | Gustavo Prado     | 6 giugno 2005 (19 anni)     | Internacional         |
| 18 | C    | Kauan             | 16 aprile 2005 (19 anni)    | Fortaleza             |
| 19 | A    | Ricardo Mathias   | 25 luglio 2006 (18 anni)    | Internacional         |
| 20 | D    | Arthur Dias       | 10 aprile 2007 (17 anni)    | Athl. Paranaense      |
| 21 | A    | Wesley Gassova    | 5 marzo 2005 (19 anni)      | Al-Nassr              |
| 22 | P    | Henrique Menke    | 12 gennaio 2007 (18 anni)   | Internacional         |
| 23 | A    | Alisson Santana   | 21 settembre 2005 (19 anni) | Atlético Mineiro      |

### Colombia
Allenatore: César Torres
La squadra finale è stata annunciata il 15 gennaio 2025. Joel Canchimbo è stato rimpiazzato da Sergio Aponzá a causa di un infortunio il 17 gennaio 2025.
| N. | Pos. | Giocatore            | Data di nascita/Età         | Squadra                |
| -- | ---- | -------------------- | --------------------------- | ---------------------- |
| 1  | P    | Jordan García        | 20 giugno 2005 (19 anni)    | Fortaleza C.E.I.F.     |
| 2  | D    | Simón García         | 11 gennaio 2005 (20 anni)   | Atlético Nacional      |
| 3  | D    | Keimer Sandoval      | 3 settembre 2005 (19 anni)  | Betis                  |
| 4  | D    | Julián Bazán         | 25 novembre 2005 (19 anni)  | Deportivo Pereira      |
| 5  | D    | Elkin Quiñones       | 12 maggio 2005 (19 anni)    | Orsomarso              |
| 6  | C    | Alejandro Ararat     | 21 luglio 2006 (18 anni)    | Atlético Huila         |
| 7  | C    | Sergio Aponzá        | 28 luglio 2005 (19 anni)    | Alianza                |
| 8  | C    | Royner Benítez       | 21 giugno 2005 (19 anni)    | Águilas Doradas        |
| 9  | A    | Alejandro Villarreal | 28 luglio 2005 (19 anni)    | Santos                 |
| 10 | A    | Óscar Perea          | 27 settembre 2005 (19 anni) | Strasburgo             |
| 11 | A    | Andy Batioja         | 31 gennaio 2006 (18 anni)   | Houston Dynamo         |
| 12 | P    | Andrés Tovar         | 25 marzo 2006 (18 anni)     | Envigado               |
| 13 | D    | Luis Rentería        | 27 novembre 2005 (19 anni)  | Ind. Santa Fe          |
| 14 | C    | Jordan Barrera       | 11 aprile 2006 (18 anni)    | Barranquilla           |
| 15 | D    | Yeimar Mosquera      | 6 febbraio 2005 (19 anni)   | Real Unión             |
| 16 | A    | Yefrei Rodríguez     | 11 maggio 2005 (19 anni)    | Inter de Palmira       |
| 17 | D    | Juan David Arizala   | 10 ottobre 2005 (19 anni)   | Independiente Medellín |
| 18 | C    | Luis Landázuri       | 20 novembre 2005 (19 anni)  | Atlético Nacional      |
| 19 | C    | Kener González       | 5 ottobre 2005 (19 anni)    | Inter de Palmira       |
| 20 | C    | John Montaño         | 4 ottobre 2006 (18 anni)    | Independiente Medellín |
| 21 | D    | Carlos Sarabia       | 13 giugno 2005 (19 anni)    | Millonarios            |
| 22 | P    | Alexei Rojas         | 28 settembre 2005 (19 anni) | Arsenal                |
| 23 | A    | Néiser Villarreal    | 24 aprile 2005 (19 anni)    | Millonarios            |

### Ecuador
Allenatore: Miguel Bravo
La squadra finale è stata annunciata il 5 gennaio 2025. Diogo Bagüí è stato rimpiazzato da Deinner Ordóñez a causa di un infortunio il 15 gennaio 2025. La rosa dell'Ecuador è stata ridotta a 22 giocatori perché il difensore Jair Collahuazo è stato richiamato dal suo club, i N.Y. Red Bulls, non dando la possibilità di sostituirlo (le sostituzioni sono consentite solo in caso di infortuni o malattie gravi).
| N. | Pos. | Giocatore                | Data di nascita/Età         | Squadra                 |
| -- | ---- | ------------------------ | --------------------------- | ----------------------- |
| 1  | P    | Cristhian Loor           | 9 marzo 2006 (18 anni)      | Independiente del Valle |
| 2  | D    | Jair Collahuazo          | 21 gennaio 2006 (19 anni)   | N.Y. Red Bulls          |
| 3  | D    | Deinner Ordóñez          | 29 ottobre 2009 (15 anni)   | Independiente del Valle |
| 4  | D    | Davis Bautista           | 16 febbraio 2005 (19 anni)  | Eintracht Francoforte   |
| 5  | C    | Ronny Borja              | 10 giugno 2005 (19 anni)    | Emelec                  |
| 6  | D    | Elkin Ruiz               | 27 maggio 2006 (18 anni)    | Independiente del Valle |
| 7  | C    | Keny Arroyo              | 14 febbraio 2006 (18 anni)  | Independiente del Valle |
| 8  | C    | Jeremy Arévalo           | 19 marzo 2005 (19 anni)     | Racing Santander        |
| 9  | A    | Michael Bermúdez         | 13 gennaio 2006 (19 anni)   | OFK Belgrado            |
| 10 | C    | Kendry Páez              | 4 maggio 2007 (17 anni)     | Independiente del Valle |
| 11 | A    | Allen Obando             | 13 giugno 2006 (18 anni)    | Barcelona SC            |
| 12 | P    | Jhafets Reyes            | 16 settembre 2006 (18 anni) | FC Cartagena            |
| 13 | D    | Fricio Caicedo           | 17 aprile 2008 (16 anni)    | LDU Quito               |
| 14 | D    | Maikel Caicedo           | 12 marzo 2005 (19 anni)     | LDU Quito               |
| 15 | C    | Juan Sebastián Rodríguez | 27 marzo 2006 (18 anni)     | LDU Quito               |
| 16 | C    | Justin Lerma             | 5 maggio 2008 (16 anni)     | Independiente del Valle |
| 17 | C    | Bruno Caicedo            | 15 gennaio 2005 (20 anni)   | Barcelona SC            |
| 18 | C    | Dary García              | 24 marzo 2005 (19 anni)     | Independiente del Valle |
| 19 | A    | Elian Caicedo            | 6 marzo 2005 (19 anni)      | Mushuc Runa             |
| 20 | C    | Elkin Muñoz              | 29 giugno 2005 (19 anni)    | Emelec                  |
| 21 | C    | Gipson Preciado          | 4 giugno 2005 (19 anni)     | Indep. Juniors          |
| 22 | P    | Miguel Peralta           | 26 aprile 2008 (16 anni)    | Independiente del Valle |
| 23 | D    | Luis Moreno              | 28 febbraio 2005 (19 anni)  | Universidad Católica    |

### Argentina
Allenatore: Diego Placente
La squadra finale è stata annunciata il 6 gennaio 2025.  Il 23 gennaio Thiago Silvero è stato rimpiazzato da Valente Pierani a causa di un infortunio.
| N. | Pos. | Giocatore            | Data di nascita/Età        | Squadra            |
| -- | ---- | -------------------- | -------------------------- | ------------------ |
| 1  | P    | Santino Barbi        | 14 giugno 2005 (19 anni)   | Talleres (C)       |
| 2  | D    | Juan Giménez         | 27 aprile 2006 (18 anni)   | Rosario Central    |
| 3  | D    | Julio Soler          | 16 febbraio 2005 (19 anni) | Bournemouth        |
| 4  | D    | Dylan Gorosito       | 3 febbraio 2006 (18 anni)  | Boca Juniors       |
| 5  | C    | Mariano Gerez        | 19 gennaio 2006 (19 anni)  | Lanús              |
| 6  | D    | Juan Manuel Villalba | 15 marzo 2006 (18 anni)    | Gimnasia (LP)      |
| 7  | A    | Maher Carrizo        | 19 febbraio 2006 (18 anni) | Vélez Sarsfield    |
| 8  | C    | Milton Delgado       | 16 giugno 2005 (19 anni)   | Boca Juniors       |
| 9  | A    | Agustín Ruberto      | 14 gennaio 2006 (19 anni)  | River Plate        |
| 10 | C    | Claudio Echeverri    | 2 gennaio 2006 (19 anni)   | Manchester City    |
| 11 | C    | Franco Mastantuono   | 14 agosto 2007 (17 anni)   | River Plate        |
| 12 | P    | Agustín Chávez       | 21 ottobre 2005 (19 anni)  | Unión (SF)         |
| 13 | D    | Valente Pierani      | 22 febbraio 2006 (18 anni) | Estudiantes (LP)   |
| 14 | D    | Tobías Ramírez       | 11 novembre 2006 (18 anni) | Argentinos Juniors |
| 15 | C    | Ignacio Perruzzi     | 5 aprile 2005 (19 anni)    | San Lorenzo        |
| 16 | D    | Agustín Obregón      | 11 febbraio 2006 (18 anni) | River Plate        |
| 17 | C    | Valentino Acuña      | 27 gennaio 2006 (18 anni)  | Newell's Old Boys  |
| 18 | D    | Teo Rodríguez Pagano | 12 ottobre 2005 (19 anni)  | San Lorenzo        |
| 19 | A    | Santino Andino       | 25 ottobre 2005 (19 anni)  | Godoy Cruz         |
| 20 | A    | Alexander Woiski     | 17 marzo 2006 (18 anni)    | Maiorca            |
| 21 | A    | Ian Subiabre         | 1º gennaio 2007 (18 anni)  | River Plate        |
| 22 | A    | Santiago Hidalgo     | 17 febbraio 2005 (19 anni) | Independiente      |
| 23 | P    | Jeremías Martinet    | 30 agosto 2005 (19 anni)   | River Plate        |

### Bolivia
Allenatore:  Jorge Perrotta
La squadra finale è stata annunciata il 20 gennaio 2025.
| N. | Pos. | Giocatore                 | Data di nascita/Età        | Squadra               |
| -- | ---- | ------------------------- | -------------------------- | --------------------- |
| 1  | P    | Fabián Pereira            | 16 maggio 2006 (18 anni)   | Always Ready          |
| 2  | D    | Marcelo Torrez            | 8 luglio 2006 (18 anni)    | Santos                |
| 3  | D    | Diego Arroyo              | 29 aprile 2005 (19 anni)   | Bolívar               |
| 4  | D    | Lucas Macazaga            | 17 agosto 2006 (18 anni)   | Leganés               |
| 5  | C    | Santiago Cuiza            | 16 giugno 2005 (19 anni)   | Real Tomayapo         |
| 6  | D    | Fabio Zamora              | 15 novembre 2005 (19 anni) | Always Ready          |
| 7  | C    | Santiago Melgar           | 4 giugno 2005 (19 anni)    | Oriente Petrolero     |
| 8  | C    | Óscar López               | 13 agosto 2006 (18 anni)   | Maiorca               |
| 9  | A    | Santiago Castedo          | 24 luglio 2005 (19 anni)   | Blooming              |
| 10 | C    | Moisés Paniagua           | 16 agosto 2007 (17 anni)   | Always Ready          |
| 11 | A    | Jairo Rojas               | 29 luglio 2006 (18 anni)   | Always Ready          |
| 12 | P    | Diego Sebastian Caballero | 27 luglio 2006 (18 anni)   | Destroyers            |
| 13 | D    | Percy Añez                | 30 aprile 2005 (19 anni)   | The Strongest         |
| 14 | D    | Carlos Damian Medina      | 2 ottobre 2005 (19 anni)   | Always Ready          |
| 15 | C    | Nathan Tito               | 4 aprile 2005 (19 anni)    | Platense              |
| 16 | C    | Matías Galindo            | 10 aprile 2006 (18 anni)   | Always Ready          |
| 17 | C    | Guilmar Centella          | 26 marzo 2005 (19 anni)    | Blooming              |
| 18 | D    | Yeison Salazar            | 17 aprile 2006 (18 anni)   | Atlético Baleares     |
| 19 | D    | Leonardo Montenegro Silva | 22 marzo 2005 (19 anni)    | San Antonio Bulo Bulo |
| 20 | C    | Emanuel Paniagua          | 5 novembre 2005 (19 anni)  | Always Ready          |
| 21 | A    | Patrick Rodríguez         | 29 aprile 2005 (19 anni)   | Castelbuono           |
| 22 | A    | Diego Tobia Cabrera       | 29 gennaio 2005 (19 anni)  | Oriente Petrolero     |
| 23 | P    | Juan José Camacho Castro  | 16 dicembre 2005 (19 anni) | Blooming              |